# ブラッド・サリヴァン
ブラッド・サリヴァン（Brad Sullivan、1931年11月18日 - 2008年12月31日）は、アメリカ合衆国の俳優である。

## 来歴
1931年にシカゴに生まれる。朝鮮戦争へ出兵した後にメイン大学へ進学。その後役者を志した彼は、ニューヨークへ渡ってアメリカン・シアター・ウイングで演技を学ぶ。1961年にオフ・ブロードウェイで俳優デビューを果たし、その後も『南太平洋』などの舞台へ出演。舞台俳優としてニューヨーク・シェイクスピア・フェスティバルにも参加した。1972年に映画デビューを果たし、1973年にはポール・ニューマンとロバート・レッドフォード共演の『スティング』へ出演して徐々にその名も知られていく。ブロードウェイデビューを果たした後は、アル・パチーノらとも舞台で共演。舞台においての功績が称えられ、ドラマ・デスク賞（Drama Desk Award）へもノミネートされている。日本でもブライアン・デ・パルマ監督がケヴィン・コスナーを主演に製作した『アンタッチャブル』や、ウーピー・ゴールドバーグ主演の人気コメディシリーズ『天使にラブ・ソングを2』などへの出演で知られている。テレビドラマへの出演でも知られており、数々の作品がある。
2000年に出演した『ロー&オーダー』への出演を最後に俳優業を引退。生涯結婚歴はなく、引退後はマンハッタンで暮らしていたが、2008年12月31日に肝臓癌のため77歳で死去した。

## 出演作品

### 映画
| 公開年 | 邦題 原題                                                                                       | 役名                 | 備考       |
| ------ | ----------------------------------------------------------------------------------------------- | -------------------- | ---------- |
| 1972   | パレード Parades                                                                                | Sergeant Hook        |            |
| 1973   | スティング Sting                                                                                | コール               |            |
| 1977   | スラップ・ショット Slap Shot                                                                    | ワンチャク           |            |
| 1979   | 傷だらけの疾走 Walk Proud                                                                       | ジェリー・ケルシー   |            |
| 1980   | アイランド The Island                                                                           | スターク             |            |
| 1981   | ゴースト・ストーリー Ghost Story                                                                | ハーデスティ保安官   |            |
| 1982   | コールド・リバー Cold River                                                                     | ルーバン             |            |
| 1985   | 放課後 The New Kids                                                                             | ジェンキンス少佐     |            |
| 1986   | メジャーリーグへの道/片腕のヒーロー A Winner Never Quits                                        | テイラー             | テレビ映画 |
| 1987   | ティンメン/事の起こりはキャデラック Tin Men                                                     | マスターズ           |            |
| 1987   | アンタッチャブル The Untouchables                                                               | ジョージ             |            |
| 1988   | ガン・ランナー Clinton and Nadine                                                               | ジョン               | テレビ映画 |
| 1988   | ファニー・ファーム/勝手にユートピア Funny Farm                                                  | ブロック             |            |
| 1989   | 希望の翼/最後に帰る場所 Home Fires Burning                                                      | フォグ・マーティン   |            |
| 1989   | サンタモニカ・ダンディ Dead Bang                                                                | ヒラード             |            |
| 1989   | ドリーム・チーム The Dream Team                                                                 | ヴィンセンテ         |            |
| 1989   | サインズ・オブ・ライフ 'Signs of Life                                                           | ロブスターマン       |            |
| 1989   | アビス The Abyss                                                                                | 重役                 |            |
| 1990   | ジャッジメント Judgment                                                                         | ケネス・ローリング   | テレビ映画 |
| 1991   | トゥルー・カラーズ True Colors                                                                  | FBI捜査官            |            |
| 1991   | 真実の瞬間 Guilty by Suspicion                                                                  | ヴェルディ           |            |
| 1991   | サウス・キャロライナ/愛と追憶の彼方 The Prince of Tides                                         | ヘンリー・ウィンゴ   |            |
| 1991   | ザ・ギャンブラー・リターンズ ザ・ラック・オブ・ドロー The Gambler Returns: The Luck of the Draw | ロイ・ビーン判事     | テレビ映画 |
| 1992   | 情報屋/パワープレイ Teamster Boss: The Jackie Presser Story                                     | ディッカーソン       | テレビ映画 |
| 1993   | 天使にラブ・ソングを2 Sister Act 2: Back in the Habit                                           | トーマス神父         |            |
| 1995   | ザ・ジャーキー・ボーイズ/いたずら電話大作戦 The Jerky Boys                                      | ロバート刑事         |            |
| 1995   | サバイバル・ガイド Bushwhacked                                                                  | ジャック・エリクソン |            |
| 1995   | ファンタスティック・ムーン The Fantasticks                                                      | ベン・ハックルビー   |            |
| 1995   | ジョン・キャンディの大進撃 Canadian Bacon                                                       | ガス                 |            |

### テレビドラマ
| 放映年    | 邦題 原題                                | 役名                     | 備考                                  |
| --------- | ---------------------------------------- | ------------------------ | ------------------------------------- |
| 1984      | ジョージ・ワシントン George Washington   | Gen. Artemus Ward        | テレビ、ミニシリーズ全3話完結         |
| 1986,1989 | ザ・シークレット・ハンター The Equalizer | マンソン、ジョシュア     | それぞれ別の役で2エピソード出演       |
| 1987      | 特捜刑事マイアミヴァイス Miami Vice      | ジャック・コールマン     | エピソード『Duty and Honor』、1話出演 |
| 1991,2000 | ロー&オーダー Law & Order                | トミー・ブラニガン、ほか | 2エピソード出演                       |
| 1995,1998 | NYPDブルー NYPD Blue                     | パッツィ・フェラーラ     | 4エピソード出演                       |